# Баккаилле, Мония
Мония Баккаи́лле (итал. Monia Baccaille, род. 10 апреля 1984, Маршано, Умбрия) — итальянская профессиональная велогонщица.  Чемпионка Европы по трековому велоспорту среди гонщиков до 23 лет — скрэтч (2006), Чемпионка Италии по шоссейному велоспорту в групповой гонке (2009, 2010).

## Карьера

### Юность
Мония Баккаилле родилась в Маршано, начала участвовать в велосипедных соревнованиях в возрасте шести лет, в 1991 году, в рядах велоклуба Unione Ciclistica Nestor SEA Marsciano. В этом клубе она занималась около 10 лет, одержав в категориях Юноши, Дебютанты и Учащиеся около двухсот побед, среди которых выделяются три национальных титула чемпионки. В 2001 году она перешла в категорию Юниоры, в команду Saccarelli из Маршано. В этой категории она одержала одиннадцать побед, в том числе завоевала титул чемпионки Италии на шоссе и стала чемпионкой на треке, а также участвовала в чемпионате мира 2002 года в Золдере.
В 2003 году она дебютировала в категории гонщиков до 23 лет: за пять соревновательных сезонов она одержала десять побед, в том числе в 2006 году в Афинах получила титул чемпиона Европы на треке в скрэтче. Также в 2006 году она выиграла Трофи д’Ор, французскую многодневку на шоссе и заняла восьмое место в Джиро д’Италия Донне; кроме того, она была вызвана в национальную сборную как в 2006, так и в 2007 году для участия в соревнованиях на чемпионате мира по шоссейному велоспорту, где в 2006 году заняла 19-е место.

### Элита: двухкратная чемпионка Италии
В сезоне 2008 года она покинула команду Saccarelli и перешла в команду Fenixs. В том же году она выиграла Фестиваль Эльзи Якобс в Люксембурге, после чего была вновь приглашена в национальную сборную для участия в чемпионате мира в Варезе. В чемпионате мира Баккаилле носила номер 1 и, продержавшись в отрыве 120 км, финишировала на 26-м месте. В декабре она подписала контракт с спортивной группой Fiamme Azzurre, что позволило ей участвовать в гонках на треке и в национальных шоссейных гонках.
В 2009 году она перешла в команду S.C. Michela Fanini Rox Брунелло Фанини; в июне она стала чемпионкой Италии в групповой гонке на шоссе, а в сентябре снова была вызвана на чемпионат мира по шоссейному велоспорту.
В 2010 году она выступала за новосозданную команду Team Valdarno Women, вновь подтвердив (все еще с Fiamme Azzurre) звание чемпионки Италии в групповой гонке. Однако в ноябре и декабре она прервала свою деятельность, чтобы перенести две хирургические операции: сначала из-за перелома левой ключицы, полученного на чемпионате Европы по велоспорту на треке, а затем из-за наджелудочковой аритмии.
В 2011 году она подписала контракт с новой командой MCipollini-Giambenini. В том сезоне она выиграла три гонки, в том числе этап Женского тура Катара; кроме того, она участвовала в чемпионате мира по шоссейному велоспорту в Копенгагене, способствуя успеху своей напарницы Джорджи Бронцини. В следующем году, всё ещёв майке MCipollini, она выиграла Гран-при Доттиньи и этап Тура острова Чунмин. Летом в Лондоне она дебютировала на Олимпийских играх, стартовав в женской шоссейной гонке, но финишировала с превышением лимита времени.
В мае 2012 года она заняла третье место на первом этапе Тура острова Чунмин, а затем выиграла второй этап и завоевала лидерскую майку. Однако на следующий день она уступила лидерство и заняла второе место в общем зачёте. 13 мая она заняла третье место в одноимённом этапе Кубка мира.
В 2014 году она прекратила соревноваться, а затем родила двоих детей. В 2016 году она вернулась в команду Aromitalia Vaiano.
С 2008 года она выступала во всех командах вместе с Татьяной Гудерцо и как и Гудерцо была членом спортивной группы Fiamme Azzurre в качестве рядового сотрудника тюремной полиции.

## Достижения

### Шоссе
2001
9-я на Чемпионате Италии среди юниоров — групповая гонка
2002
 Чемпионат Италии среди юниоров — групповая гонка
2004
8-я на Гран-при Либерационе
9-я на 1-м этапе Джиро Донне
10-я на Чемпионате Европы среди юниоров — групповая гонка
8-я на 4-м этапе Giro Toscana Int. Femminile
2005
3-я на Тур Фландрии
Джиро дель Трентино-Альто-Адидже — Южный Тироль
8-я на 1-м этапе
5-я на 3-м этапе
8-я на 5-м этапе
9-я на Чемпионате Италии — групповая гонка
Джиро Донне
4-я на 3-м этапе
8-я на 5-м этапе
7-я на 9-м этапе
4-я в молодёжной классификации
6-я в молодёжной классификации Джиро ди Сан-Марино
Giro Toscana Int. Femminile
8-я на 4-м этапе
5-я на 5-м этапе
2006
Кубок Лаги
Трофи д’Ор
5-я на 2-м этапе
9-я на 3-м этапе
5-я на 4-м этапе
5-й этап
2-я на 6-м этапе
3-я в генеральной классификации
5-я на Гран-при Бриссаго — Лаго-Маджоре
6-я на Трофео Коста Этруска I
4-я на Гран-при Либерационе
5-я на Трофео Ривьера делла Версилья
Джиро ди Сан-Марино
10-я на прологе
2-я на 1-м этапе
6-я на 2-м этапе
8-я в горной классификации
2-я в очковой классификации
3-я в молодёжной классификации
7-я в генеральной классификации
9-я на Чемпионате Италии — групповая гонка
Джиро Донне
7-я на 1-м этапе
7-я на 2-м этапе
3-я на 3-м этапе
3-я на 5-м этапе
6-я на 7-м этапе
4-я на 8-м этапе
8-я на 9-м этапе
4-я в очковой классификации
8-я в генеральной классификации
8-я на Чемпионате Европы среди гонщиков до 23 лет — групповая гонка
4-я на Nürnberger Altstadt
6-я в молодёжной классификации Giro Toscana Int. Femminile
2007
7-я на [[Гран-при Бриссаго — Лаго-Маджоре]
2-я на GP Riparbella-Montescudaio
9-я на Трофео Коста Этруска I
7-я на Туре Фландрии
2-я на Трофео Коста Этруска II
6-я на Дрентсе Ахт ван Вестервелд
9-я на Miron Ronde van Drenthe
7-я на 1-м этапе Джиро ди Сан-Марино
Эмакумин Бира
4-я на 3-м этапе
2-я на 5-м этапе
8-я в очковой классификации
10-я на Чемпионате Италии — индивидуальная гонка
Джиро Донне
8-я на 1-м этапе
4-я на 5-м этапе
8-я на 7-м этапе
6-я в молодёжной классификации
6-я на Classic Lorient Agglomération
Giro Toscana Int. Femminile
9-я на 2-м этапе
3-я на 5-м этапе
10-я на 6-м этапе
2008
Гран-при Эльзи Якобс
Тур Польши
7-я на 1-м этапе
3-я на 2-м этапе
3-я на 3-м этапе
5-я в очковой классификации
Эмакумин Бира
8-я на 2-м этапе
10-я на 4-м этапе
7-я на Чемпионате Италии — групповая гонка
Джиро Донне
7-я на 1-м этапе
10-я на 2-м этапе
7-я на 8-м этапе
Рут де Франс феминин
5-я на 1-м этапе
4-я на 2-м этапе
6-я на 4-м этапе
7-я на 6-м этапе
2-я на 7-м этапе
8-я в генеральной классификации
Трофи д’Ор
3-я на 2-м этапе
5-я на 3-м этапе
3-я на 4-м этапе
6-я на 6-м этапе
7-я в генеральной классификации
Giro Toscana Int. Femminile
8-я на 1-м этапе
6-я на 2-м этапе
3-я на 3-м этапе
4-я на 4-м этапе
9-я на 6-м этапе
9-я в генеральной классификации
2009
5-я на Дрентсе Ахт ван Вестервелд
6-я на Новилон Ронде ван Дренте
4-я на Гран-при Либерационе
 Чемпионат Италии — групповая гонка
5-я на Чемпионате Италии — индивидуальная гонка
Джиро Донне
3-я на 4-м этапе
9-я на 8-м этапе
6-я на 9-м этапе
3-я на Гран-при Ченто — Карневале д’Эуропа
Рут де Франс феминин
9-я на прологе
4-я на 3-м этапе
3-я на 4-м этапе
2-я на 5-м этапе
4-я в генеральной классификации
Классика Падуи
Giro Toscana Int. Femminile
7-я на 1-м этапе
3-я на 2-м этапе
6-я на 6-м этапе
9-я в очковой классификации
2010
3-я на Гран-при Доттиньи
Гран-при Либерационе
2-я на Гран-при Эльзи Якобс
7-я на GP Nicolas Frantz
7-я на GP Ciudad de Valladolid
6-я на 1-м этапе Эмакумин Бира
[[Джиро дель Трентино-Альто-Адидже — Южный Тироль]
9-я на 2-м этапе
5-я на 3-м этапе
10-я в очковой классификации
 Чемпионат Италии — групповая гонка
9-я на Чемпионате Италии — индивидуальная гонка
8-я на 1-м этапе Джиро Донне
3-я на Гран-при Ченто — Карневале д’Эуропа
4-я на 1-м этапе Рут де Франс феминин
Giro Toscana Int. Femminile
5-я на 1-м этапе
8-я на 2-м этапе
4-я в горной классификации
2011
3-й этап Тура Катара
2-я на Гран-при Доттиньи
7-я на Дрентсе Ахт ван Вестервелд
8-я на Miron Ronde van Drenthe
3-я на Гран-при Либерационе
Тур острова Чунмин
4-я на 1-м этапе
5-я на 2-м этапе
3-я на 3-м этапе
2-я в очковой классификации
3-я в генеральной классификации
6-я на Туре острова Чунмин Кубок мира
10-я на Чемпионате Италии — групповая гонка
Джиро Донне
3-я на 4-м этапе
9-я на 5-м этапе
Гран-при Ченто — Карневале д’Эуропа
Тур Тюрингии
10-я на 1-м этапе
2-я на 2-м этапе
3-я на 4-м этапе
10-я на Опен Воргорда TTT
Giro Toscana Int. Femminile
4-я на 1-м этапе
2-я на 4-м этапе
6-я на 7-м этапе
8-я в очковой классификации
2012
Женский Тур Катара
8-я на 1-м этапе
7-я на 3-м этапе
7-я в очковой классификации
9-я в генеральной классификации
Тур Новой Зеландии
4-я на 2-м этапе
2-я на 5-м этапе
9-я в спринтерской классификации
4-я на Дрентсе Ахт ван Вестервелд
8-я на Miron Ronde van Drenthe
4-я на Новилон Ронде ван Дренте
3-я на Классика Падуи
Гран-при Доттиньи
Тур острова Чунмин
3-я на 1-м этапе
2-й этап
2-я на 3-м этапе
2-я в очковой классификации
2-я в генеральной классификации
3-я на Тур острова Чунмин Кубок мира
5-я на Чемпионате Италии — групповая гонка
Джиро Донне
7-я на 1-м этапе
6-я на 5-м этапе
4-я на 6-м этапе
10-я в очковой классификации

### Трек
2006
 Чемпионат Европы по трековому велоспорту среди гонщиков до 23 лет — скрэтч
2008
 Чемпионат Италии по трековому велоспорту — скрэтч
 Чемпионат Италии по трековому велоспорту — командная гонка преследования
2009
 Чемпионат Италии по трековому велоспорту — омниум
 Чемпионат Италии по трековому велоспорту — командный спринт
 Чемпионат Италии по трековому велоспорту — командная гонка преследования
2010
 Чемпионат Италии по трековому велоспорту — омниум
 Чемпионат Италии по трековому велоспорту — командная гонка преследования
2011
 Чемпионат Италии по трековому велоспорту — омниум
 Чемпионат Италии по трековому велоспорту — гонка по очкам

### Статистика выступления наГранд-турах
| Гонка / Год          | 2004           | 2005           | 2006 | 2007 | 2008 | 2009 | 2010 | 2011 | 2012 |
| -------------------- | -------------- | -------------- | ---- | ---- | ---- | ---- | ---- | ---- | ---- |
| Рут де Франс феминин | не проводилась | не проводилась | —    | —    | 8    | 4    | DNF  | —    | —    |
| Джиро Роза           | DNF            | 42             | 8    | 30   | 17   | 21   | 39   | 44   | 39   |

## Рейтинги
| Год                 | 2009 | 2010 | 2011 | 2012 |
| ------------------- | ---- | ---- | ---- | ---- |
| Мировой рейтинг UCI | 35-й | 24-й | 22-й | 22-й |
|                     |      |      |      |      |
| Источник: UCI       |      |      |      |      |